# 1837 Osita
1837 Osita è un asteroide della fascia principale. Scoperto nel 1971, presenta un'orbita caratterizzata da un semiasse maggiore pari a 2,2059277 UA e da un'eccentricità di 0,0861996, inclinata di 3,84428° rispetto all'eclittica.
L'asteroide è dedicato a Ursula Gibson, moglie dello scopritore, la cui traduzione in spagnolo è proprio "Osita".